# Hyloscirtus lynchi
Hyloscirtus lynchi är en groddjursart som först beskrevs av Pedro M. Ruiz-Carranza och Ardila-Robayo 1991.  Hyloscirtus lynchi ingår i släktet Hyloscirtus och familjen lövgrodor. IUCN kategoriserar arten globalt som starkt hotad. Inga underarter finns listade i Catalogue of Life.